# Кожем’якино (Калузька область)
Кожем’якино (рос. Кожемякино) — присілок в Перемишльському районі Калузької області Російської Федерації.
Населення становить 12 осіб. Входить до складу муніципального утворення Присілок Покровське.

## Історія
Від 2004 року входить до складу муніципального утворення Присілок Покровське

## Населення
| 2002 | 2010 |
| ---- | ---- |
| 11   | ↗12  |